# Globo d'oro
Il Globo d'oro è un premio cinematografico italiano assegnato con cadenza annuale dai giornalisti della stampa estera accreditata in Italia. 

## Storia

### Anni 1960
Nel 1959 l'Associazione stampa estera in Italia, alla quale facevano riferimento su tutti i critici John Francis Lane, Melton Davis e Klaus Rhüle, volle rendere omaggio al cinema italiano, all'apice della cultura mondiale in quel momento, creando un premio ad hoc sulla scia dei Golden Globe del cinema statunitense. La prima premiazione si tenne nel 1960 e decretò la vittoria del film Un maledetto imbroglio di Pietro Germi. Nel corso degli anni, le categorie del premio vennero ampliate e furono inclusi anche i professionisti del settore, oltre che i film.

### Anni 1980
L'edizione 1981-1982 vide la partecipazione del presidente della Repubblica Italiana Sandro Pertini. Nel 1995 venne creato il Premio alla carriera e nel 2001 il premio al miglior film europeo. Ad oggi è considerato fra i più importanti premi cinematografici italiani, insieme al David di Donatello, al Nastro d'argento e al Ciak d'oro.

## Categorie
- Globo d'oro al miglior film (dal 1960 al 1963; dal 1967 al 1974; 1977; dal 1981 al 2012; dal 2014)
- Globo d'oro alla miglior opera prima (dal 1968 al 1974; 1977; dal 1981)
- Globo d'oro al miglior regista (dal 2001 al 2013; dal 2020)
- Globo d'oro al miglior attore (1966; dal 1968 al 1974; 1976; 1978; dal 1981)
- Globo d'oro alla miglior attrice (dal 1967 al 1971; dal 1973 al 1976; 1978; dal 1981)
- Globo d'oro al miglior attore rivelazione
- Globo d'oro alla miglior attrice rivelazione
- Globo d'oro alla miglior sceneggiatura (dal 1989)
- Globo d'oro alla miglior fotografia (dal 1989)
- Globo d'oro alla miglior musica (dal 1989)
- Globo d'oro alla miglior commedia (dal 2009 al 2012; dal 2014 al 2018; dal 2020)
- Globo d'oro al miglior cortometraggio (dal 2011)
- Globo d'oro al miglior documentario
- Globo d'oro al miglior produttore
- Globo d'oro alla miglior serie TV (dal 2018)

### Premi speciali
- Globo d'oro premio speciale della giuria (dal 1960-1999)
- Globo d'oro alla carriera (dal 1995)
- Gran Premio della stampa estera (dal 2001)
- Globo d'oro europeo (2005-2012)
- Globo d'oro nel mondo (2022)